# Bartolomé Ramos de Pareja
Bartolomé Ramos de Pareja (Baeza, Jaén, 25 de enero de 1440-Roma, 1522), fue un teórico de la música y compositor español, que se desempeñó en la cátedra de músicas en la Universidad de Salamanca. 

## Biografía
Según comenta al final de su tratado De música práctica, nació en Baeza (Jaén), posiblemente c. 1440. Esta obra constituye la mejor fuente para reconstruir su biografía. Por ella sabemos que fue discípulo de Juan de Monte y obtuvo la cátedra de música de Salamanca, en la que explicaba los libros de Boecio dum Boetium in musita legeremus. Posteriormente pasó a Italia. Primero residió en Bolonia, donde sus teorías fueron acogidas con inusitado interés y enconada polémica —en Salamanca había tenido también discusiones doctrinales con Pedro de Osma—. Más tarde se trasladó a Roma, ciudad en la que falleció, en 1521.

## Aportaciones teóricas
Desde el Ars antiqua se produjo una importante escisión entre la teoría y la práctica musicales. Por influencias de las doctrinas de origen pitagórico, los tratadistas consideraban sólo consonantes a la octava, quinta y cuarta. Los compositores, en cambio, reconocían el mismo criterio a las terceras y sextas mayores y menores. Ramos puso fin a la antinomia con la observación de que estos intervalos respondían a la evaluación de {\displaystyle {\frac {5}{4}}}, {\displaystyle {\frac {6}{5}}}, {\displaystyle {\frac {5}{3}}} y {\displaystyle {\frac {8}{5}}}, fracciones sencillas y muy diferentes de las que habían admitido los teóricos precedentes. 
La acústica posterior ha aceptado plenamente las razones que figuran en la obra de Ramos, quien quiso también poner fin a la completa y confusa notación exacordal, proponiendo ocho denominaciones silábicas para determinar los sonidos de la escala diatónica: psal-li-tur-per-vo-ces-is-tas. 
Su tratado contiene asimismo noticias muy completas e interesantes sobre la notación figurada mensural, alteraciones cromáticas, realización contrapuntística, instrumentos, división y efectos de la música, etc. Además de ser uno de los teóricos más importantes de la Historia de la Música, fue destacado compositor; en su tratado alude a diversas partituras suyas.

## Obras
Se han perdido todos sus tratados excepto De musica practica.